# 埃德尼維爾 (北卡羅萊納州)
埃德尼維爾（英語：Edneyville）是位於美國北卡羅萊納州亨德森縣的普查規定居民點。

## 人口
根據2020年美國人口普查的數據，埃德尼維爾的面積為27.84平方千米，當中陸地面積為27.81平方千米，而水域面積為0.02平方千米。當地共有人口2395人，而人口密度為每平方千米86.03人。